# Phytoliriomyza nepalensis
Phytoliriomyza nepalensis este o specie de muște din genul Phytoliriomyza, familia Agromyzidae, descrisă de Spencer în anul 1977.
Este endemică în Nepal. Conform Catalogue of Life specia Phytoliriomyza nepalensis nu are subspecii cunoscute.